# LOCUS (tacicaのアルバム)
『LOCUS』（ローカス）は、tacicaの5枚目のオリジナルアルバム。2015年5月27日にSME Recordsから発売された。

## 解説
前作『HOMELAND 11 blues』から約1年10ヶ月ぶりとなるフルアルバム。
テレビアニメ『宇宙兄弟』オープニングテーマとなった「HALO」、テレビアニメ『ハイキュー!!』エンディングテーマとなった「LEO」を含む全10曲を収録。
アルバムタイトル「LOCUS」は“場所/位置、座/遺伝子座、軌跡”という意味を持つ。完全生産限定盤にはジャケットの7インチサイズ紙ジャケット仕様に加え、このアルバムのために制作されたTシャツが付属となる。

## 収録曲
全作詞・作曲：猪狩翔一
1. T.M. [2:46]
2. GOAT [4:51]
3. LUCKY [3:48]
4. LEO [4:12]
8thシングル表題曲。テレビアニメ『ハイキュー!!』エンディングテーマ。
5. 馬の眼 [4:30]
6. 幽霊のいない街 [4:11]
7. 烏兎 [4:42]
8. HALO [4:02]
7thシングル表題曲。テレビアニメ『宇宙兄弟』オープニングテーマ。
9. oops!! [5:22]
10. HELLO FAME [3:39]